# اصل موضوع انتخاب
اصل موضوع انتخاب (به انگلیسی: Axiom of choice) از مهم‌ترین و جنجال برانگیزترین اصول موضوع نظریه مجموعه‌ها است. این اصل می‌گوید اگر تعدادی مجموعه ناتهی (متناهی یا نامتناهی) در اختیار داشته باشیم، می‌توان تابعی را تشکیل داد که از هر مجموعه دقیقاً یک عضو خاص را انتخاب کند.
این اصل به‌طور ضمنی بارها توسط جرج کانتور مورد استفاده قرار گرفته بود ولی ارنست تسرملو برای اولین بار به‌طور رسمی آن را جز اصول موضوع نظریه مجموعه‌های تسرملو فرانکل یا همان ZF قرار داد و از آن برای اثبات قضیه شگفت‌آور خود، قضیه خوش‌ترتیبی، استفاده کرد. امروزه این اصل به ویژه در توپولوژی، جبر و آنالیز کاربردهای فراوانی دارد و بدون در نظر گرفتن آن بسیاری از قضایای ریاضی همچون لم زرن قابل اثبات نمی‌باشند.

## بحث غیررسمی
فرض کنید وارد یک مغازه میوه فروشی می‌شوید و در مقابل شما تعدادی جعبه میوه(که البته خالی نمی‌باشند!) وجود دارد. شما می‌تونید از هر جعبه یک میوه را انتخاب کنید و آن‌ها را در جعبه‌ای دیگر جمع‌آوری کنید. حال بیاید کمی دقیق‌تر شویم و مثالی تاحدی مشابه را در ریاضیات بررسی کنیم.
فرض کنید A۱,A۲,A۳,... ,An مجموعه‌های ناتهی باشند. در این صورت همانند مثال قبل در مورد مغازه میوه فروشی، شما می‌توانید از هر یک از این مجموعه‌ها یک عضو را به دلخواه انتخاب کنید و آن‌ها را در مجموعه‌ای چون R جمع‌آوری کنید. مهم نیست تعداد مجموعه‌ها، یعنی عدد n، تا چه حد بزرگ است، چرا که مطمئناً بعد از انجام دقیقاً n بار انتخاب(تعداد متناهی عمل انتخاب) می‌توان کار را به پایان رساند و به این ترتیب عمل شما بدون هیچ ابهامی قابل انجام است(هر چند ممکن است تعداد انتخاب‌ها زیاد باشد ولی به هر حال عملی است). همچنین اعضایی هم که انتخاب می‌شوند از دیدگاه اصل موضوعی تشکیل یک مجموعه می‌دهند. چرا که اگر a۱∈A۱,a۲∈A۲,a۳∈A۳,... ,an∈An عناصر انتخاب شده باشند، در این صورت بنا به اصل موضوع تصریح، هر یک از {a۱},{a۲},{a۳},... ,{an} تشکیل یک مجموعه می‌دهند و در نتیجه اجتماع آن‌ها بنابر اصل موضوع اجتماع یعنی همان مجموعه {R={a۱,a۲,a۳,... ,an تشکیل یک مجموعه می‌دهد.
در حقیقت تاجایی که با تعداد متناهی مجموعه ناتهی روبه‌رو هستیم انجام چنین عمل انتخابی به خوبی از نظر ریاضی قابل تعریف و دقیق است. مشکل زمانی بروز می‌کند که با تعداد نامتناهی مجموعه رو به رو باشیم. آیا در مورد تعداد نامتناهی مجموعه نیز می‌توان عمل انتخاب را همانند گذشته انجام داد؟ واضحاً در این مورد با این تفاوت روبرو هستیم که باید تعدادی نامتناهی و بی‌پایان عمل انتخاب انجام دهیم حال آن‌که چنین کاری عملاً برای ما ممکن نیست!
ممکن است این سؤال نیز پیش بیاید که آیا واقعاً نیاز به فرمول‌بندی چنین چیزی خواهد بود یا اصلاً چه لزومی به انجام تعداد نامتناهی عمل انتخاب خواهد بود؟
پاسخ در این است که اثبات بسیاری از قضایای مهم نظریه مجموعه‌ها بخصوص قضیه خوشترتیبی، لم زرن، اصل ماکسیمال هاوسدورف ومواردی دیگر به انجام چنین انتخاب‌هایی بستگی دارد. نمونه‌ای خیلی ساده این قضیه‌ است که هر مجموعه نامتناهی دارای زیرمجموعه‌ای شمارای نامتناهی است. فرض کنید X چنین مجموعه‌ای باشد در این صورت به ویژه X ناتهی است و لذا می‌توان عضوی چون x۰ را از X انتخاب کرد. اما چون X نامتناهی است پس {X-{x۰ نیز نامتناهی است و لذا می‌توان عضو x۱ را از آن انتخاب کرد. همین استدلال را به همین صورت تکرار کنید مثلاً قدم بعدی انتخاب x۲ از مجوعه {X-{x۰,x۱ خواهد بود، حاصل این تکرار دنباله‌ای نامتناهی از اعضای X چون {xn} است که وضوحاً مجموعه‌ای شمارای نامتناهی است(چون با اعداد طبیعی همتوان است). اما مشکل اصلی دقیقاً بر سر همین انتخاب‌های نامتناهی است که در این استدلال انجام می‌دهیم، بی‌آنکه مطمئن باشیم مجاز به این کار هستیم با نه یا بیان اینکه چگونه می‌توان این تکرارها را تا بینهایت انجام داد.
حال که لزوم تعریف چنین عملی نیز بر ما معلوم شد، می‌توان به دنبال راه حلی معقول برای رفع مشکل گشت و اولین قدم طرح سؤال به زبان دقیق و ریاضی است. در این مورد می‌توان به روش‌های مختلف عمل کرد.
آنچه در پی آن هستیم پاسخی برای این پرسش است که آیا اگر
Ai}i∈I} خانواده‌ای ناتهی از مجموعه‌های ناتهی باشد آنگاه خانواده xi}i∈I} وجود دارد که برای هر xi∈Xi ,i∈I؟
این سؤال هم ارز با این است که آیا اگر xi}i∈I} خانواده‌ای ناتهی از مجموعه‌های ناتهی باشد، تابعی چون {\displaystyle f:I\to \cup _{i\in I}A_{i}} وجود دارد که برای هر i∈I داشته باشیم f(i)∈Ai؟ این تابع برای ما عمل انتخاب هم‌زمان یک عضو از بین مجموعه‌ها را انجام می‌دهد و در صورت وجود عمل انتخاب را برای ما فرمول بندی می‌کند.
این تنها راه طرح مسئله به بیان ریاضی نیست. این سؤال را با کمی تغییر می‌توان به این صورت نیز مطح کرد که اگر S دسته‌ای از مجموعه‌های دو به دو جدا از هم باشد، آنگاه آیا مجموعه‌ای چون R وجود دارد که اشتراکش با هر مجموعه متعلق به دسته S یک مجموعه تک عضوی باشد؟
به هرحال اینها انبوهی از سؤالاتی هستند که با هم هم ارز هستند و پاسخ به یکی از آن‌ها پاسخ به دیگری خواهد بود و بیان آن‌ها تنها ذهن خواننده را آماده پذیرفتن صورت‌های مختلف بیان اصل موضوع انتخاب می‌کند.
قطعاً اولین کوشش ما این است که چنین مجموعه‌ای را بر اساس اصول موضوع پیشین در نظریه مجموعه‌ها معرفی کنیم. اما کوشش‌های ارنست تسرملو و دیگران در اوایل قرن بیستم برای پاسخ به این پرسش به‌وسیله سایر اصول نظریه مجموعه‌ها به نتیجه نرسید و خواهید دید که چنین امری در حقیقت امکان ناپذیر است.(بخش سازگاری را مطالعه کنید). حال که نمی‌توان وجود چنین مجموعه‌ای را به عنوان یک قضیه به اثبات رساند شاید بتوان وجود آن را به عنوان یک اصل موضوع پذیرفت. این کار توسط تسرملو در قرن بیستم انجام شد، او احساس کرد این سؤال احتمالاً حل ناشدنی است و تنها راه رهایی از مشکل، مسلم دانست وجود چنین مجموعه‌ای در قالب یک اصل موضوع جدید است که او آن را اصل موضوع انتخاب نامید که وجه تسمیه آن نیز واضح است.
به نظر می‌رسد تنها مسئله‌ای که باقی می‌ماند، مربوط به سازگاری این اصل موضوع جدید با سایر اصول موضوع نظریه مجموعه‌ها است در ادامه به این مسئله نیز پرداخته می‌شود.

## اصل موضوع انتخاب
اصل موضوع انتخاب دارای معادل‌های زیادی است و لذا در بیان این اصل چند روش را می‌توان اتخاذ کرد، اما نکته مهم در همه آن‌ها این است که همه آن‌ها با هم هم ارزاند و با پذیرش هر یک می‌توان سایرین را نتیجه گرفت. ما در اینجا این اصل را به روش‌های مختلفی بیان می‌کنیم و خواننده خود می‌تواند تعریف مناسب و قابل درک را برای خود گزینش کند.
اصل موضوع انتخاب(۱)فرض کنید {\displaystyle {\mathcal {C}}} دسته‌ای ناتهی از مجموعه‌های ناتهی باشد. در این صورت تابع {\displaystyle f:{\mathcal {C}}\to \cup _{A\in {\mathcal {C}}}A} وجود دارد که برای هر {\displaystyle A\in {\mathcal {C}}} داشته باشیم {\displaystyle f(A)\in A}.
بادقت در چنین تابعی که اصل موضوع انتخاب وجود آن را تضمین می‌کند، می‌توان در یافت چنین تابعی عمل انتخاب دقیقاً یک عضو از هر مجموعه را انجام می‌دهد، و لذا آن را تابع انتخاب می‌گوییم. به این ترتیب اصل موضوع انتخاب بیان می‌کند برای هر دسته ناتهی از مجموعه‌های ناتهی تابع انتخاب وجود دارد.
هچنین فرض کنید X مجموعه‌ای غیر تهی باشد. در این صورت مقصود از یک تابع انتخاب برای X تابعی چون f با دامنه {\displaystyle P(X)-\{\varnothing \}} است که برای هر عضو چون A از دامنه f(A)∈A.
حال با کمی تغییر فرض کنید دسته ناتهی {\displaystyle {\mathcal {C}}} از مجموعه‌ها را توسط مجموعه I اندیس‌گذاری شده باشد. در این صورت {\displaystyle {\mathcal {C}}} را می‌توان به عنوان خانوده‌ای از مجموعه‌های اندیس شده چون {\displaystyle \{A_{i}\}_{i\in I}} در نظر گرفت. حال اصل انتخاب را می‌توان به صورت زیر بیان کرد:
اصل موضوع انتخاب(۲)فرض کنید {\displaystyle \{A_{i}\}_{i\in I}} خانواده‌ای ناتهی از مجموعه‌های ناتهی باشد. در این صورت تابع
{\displaystyle f:I\to \cup _{i\in I}A_{i}} وجود دارد که برای هر i∈I داشته باشیم {\displaystyle f(i)\in A_{i}}.
چنین تابعی نیز عمل انتخاب را انجام می‌دهد و برای هر i∈I عضو (f(i را از Ai انتخاب می‌کند. با کمی تغییر در نمادگذاری اگر برای هر i∈I قرار دهیم f(i)=ai در این صورت اصل موضوع انتخاب وجود خانواده {\displaystyle \{a_{i}\}_{i\in I}} را تضمین می‌کند که برای هر ai∈Ai, i∈I.
حال از دیدی دیگر به مسئله نگاه می‌کنیم. فرض کنید {\displaystyle \{A_{i}\}_{i\in I}} خانواده‌ای ناتهی از مجموعه‌های ناتهی باشد. در این صورت می‌دانیم حاصل ضرب دکارتی خانواده یادشده عبارت است از مجموعه
{\displaystyle \{f|f:I\to \cup _{i\in I}A_{i},\forall i\in I:f(i)\in A_{i}\}}
یا به بیان فعلی مجموعه همه توابع انتخاب برای خانواده Ai}i∈I}. اصل موضوع انتخاب وجود حداقل یک تابع انتخاب را برای این خانواده تضمین می‌کند، ولذا حاصل ضرب دکارتی این خانواده ناتهی است. اصل موضوع انتخاب را می‌توان چنین بیان کرد:
اصل موضوع انتخاب(۳)حاصل ضرب دکارتی خانواده‌ای ناتهی از مجموعه‌های ناتهی، ناتهی است.
اگر {\displaystyle \{A_{i}\}_{i\in I}} خانواده‌ای ناتهی از مجموعه‌های ناتهی باشد، در این صورت مطابق تعریف، حاصل ضرب دکارتی این خانواده ناتهی است اگر و فقط اگر تابع {\displaystyle f:I\to \cup _{i\in I}A_{i}} موجود باشد که برای هر i∈I داشته باشیم {\displaystyle f(i)\in A_{i}}. پس این بیان از اصل موضوع انتخاب با آنچه در گذشته بیان کردیم هم ارز است.
نمونه‌ای دیگر از انبوه صورت‌های بیان اصل موضوع انتخاب، اصل تسرملو است.
اصل موضوع انتخاب (اصل تسرملو)فرض کنید {\displaystyle \{A_{i}\}_{i\in I}} خانواده‌ای ناتهی از مجموعه‌های ناتهی و دو به دو جدی از هم باشد. در این صورت مجموعه‌ای چون R وجود دارد که برای هر i∈I مجموعه {\displaystyle R\cap A_{i}} مجموعه‌ای تک عضوی باشد.
گویا این مورد را تسرملو بیان کرده‌است و لذا به آن اصل تسرملو یا اصل موضوع انتخاب به بیان تسرملو می‌گویند.
می‌توان ثابت کرد این اصل تسرملو با بیان‌های قبلی از اصل موضوع انتخاب معادل است.

## کاربرد اصل موضوع انتخاب و قضایای هم ارز آن
در حقیقت استفاده از اصل موضوع انتخاب در همه موارد ضروری نیست. به عبارت دیگر تا جایی که بتوان عمل انتخاب و نحوه انتخاب را صریحاً بیان کرد نیازی به استفاده از این اصل نیست.
به عنوان مثال مجموعه همه زیرمجموعه‌های ناتهی، مجموعه اعداد طبیعی را در نظر بگیرید. بنا به اصل خوشترتیبی اعداد طبیعی، هر زیرمجموعه از اعداد طبیعی داری عضو ابتدا(مینیمم) است. حال می‌توان عمل انتخاب یک عضو از هر زیرمجموعه N را بدون استفاده از اصل موضوع انتخاب صریحاً با تعریف تابع f، با دامنه مجموعه همه زیرمجموعه‌های ناتهی اعداد طبیعی، به صورت کوچک‌ترین عضو مجموعه f(A)= A، انجام داد.
مشکل زمانی رخ می‌دهد که نتوان قانونی خاص برای انجام انتخاب معرفی کرد به عنوان مثال عمل مشابه را نمی‌توان برای زیرمجموعه‌های ناتهی اعداد حقیقی انجام داد چرا که دیگر مجموعه اعداد حقیقی خوش‌ترتیب نمی‌باشد.
اصل موضوع انتخاب امکان انجام چنین انتخاب‌هایی را تضمین می‌کند. آنچه این اصل بیان می‌کند صرفاً وجود چنین امکانی است، وجود یک تابع انتخاب، ولی هیچ روشی برای مشخص کردن آن‌ها ارائه نمی‌کند. بنابراین اثبات‌هایی که به‌وسیله اصل موضوع انتخاب انجام می‌گیرند همگی وجودی محض و نه سازنده هستند. همه آن‌ها از وجود یک تابع انتخاب سخن می‌گویند و وجود آن را تضمین می‌کنند ولی آن را معرفی نمی‌کنند و روشی برای این کار هم پیشنهاد نمی‌کند.
همین امر از دلایل عمده جنجالی بودن این اصل است. برخی در ابتدا آن را نفی می‌کردند و علیه آن مقالات انتقادی زیادی نوشته‌اند. علت این امر این است که معمولاً در قضایای وجودی برای اثبات قضیه، نمونه‌ای از آنچه قضیه مدعی وجود آن است را می‌سازند و به این ترتیب حکم ثابت می‌شود، اما اثبات‌هایی که به کمک این اصل انجام می‌گیرند همگی غیرسازنده هستند و روشی برای تعیین دقیق آنچه قضیه مدعی وجود آن است را ارائه نمی‌کند. معروف‌ترین این قضایا قضیه خوشترتیبی است که با اصل موضوع انتخاب هم ارز نیز هست. این قضیه مدعی است هر مجموعه را می‌توان خوشترتیب کرد اما روشی برای خوشترتیب کردن آن ارائه نمی‌کند. بر این اساس مجموعه اعداد حقیقی قابل خوش ترتیب شدن است ولی تاکنون کسی چنین خوش ترتیبی را پیدا نکرده‌است.
در مورد استفاده از این اصل رسم بر این است که هنگام استفاده از آن بر خلاف سایر اصول موضوع استفاده از آن ذکر شود.
نکته جالب این است که همان‌طور که اصل موضوع انتخاب، قضیه خوشترتیبی را ثابت می‌کند، با در نظر گرفتن قضیه خوشترتیبی به عنوان فرض، می‌توان اصل موضوع انتخاب را به عنوان یک قضیه ثابت کرد. این امر نشان می‌دهد اصل موضوع انتخاب با قضیه خوشترتیبی هم ارز است، اما این تنها صورت هم ارز این اصل نیست.
در زیر فهرستی از برخی قضایای هم ارز با اصل موضوع انتخاب را می‌بینید که البته اثبات هم ارز بودن آن‌ها با اصل انتخاب فنی است و می‌توانید برخی از آن‌ها را در مقاله مخصوص خودشان بیابید:
- اصل ماکسیمال هاوسدورف
- لم زرن
- قضیه خوشترتیبی
- اصل تسرملو

همچنین در زیر فهرستی از برخی قضایا را که از اصل انتخاب نتیجه می‌شوند را می‌بینید:
- قضیه کونیگ
- اصل تثلیث برای اعداد اصلی، هر دو عدد اصلی مقایسه پذیر اند.
- هر مجموعه نامتناهی دارای زیرمجموعه‌ای شمارای نامتناهی است.
- هر فضای برداری یک پایه دارد.
- هر حلقه یکدار و غیر بدیهی دارای ایدآل(جبر) ماکسیمال سره‌است.

## تاریخچه و سازگاری اصل موضوع انتخاب
اصل موضوع انتخاب در اوایل ۱۸۸۰، به‌طور ضمنی توسط جرج کانتور مورد استفاده قرار می‌گرفت. در حقیقت او در اثبات بسیاری از قضایا از استدلال‌هایی استفاده کرده بود که معادل با اصل موضوع انتخاب بودند، اما او آگاه نبود که در حقیقت یک اصل موضوع قوی و جدید را بکار می‌برد.
در سال ۱۹۰۴، ارنست تسرملو، بعد از انجام مطالعاتی دقیق، اصل انتخاب را رسماً وارد اصول موضوع نظریه مجموعه‌ها یعنی همان ZF کرد و از آن برای اثبات قضیه خوش ترتیبی استفاده کرد.
قرار دادن این اصل در فهرست اصول موضوع نظریه مجموعه‌ها از یک سو و نتایجی و قضایایی که از آن حاصل می‌شوند از سوی دیگر موجب بروز بحث‌های زیادی در مورد این اصل شد.
اولین گروه از ریاضیدانان که شاید مشهورترین آن‌ها پئانو بود، این اصل را رد کردند چرا که به عنوان مثال قضیه خوشترتیبی بیان می‌کند مجموعه اعداد حقیقی خوشترتیب شدنی است، در حالی که روشی برای تعیین آن ارائه نمی‌دهد و تاکنون ما نمی‌دانیم این خوش‌ترتیبی چیست. اما با این وجود اگر اصل موضوع انتخاب را می‌پذیرفتند هیچ اشتباهی در برهان تسرملو یافت نمی‌شد.
به این ترتیب دو راه در مورد این اصل وجود دارد:
1. مبنا را براین قرار دهیم که فقط نتیجه‌ها و قضایای ساخته شدند را بپذیریم و نتیجه‌های وجودی محض را نپذیریم. در این صورت روش‌ها و عرصه ریاضیات آنقدر محدود خواهند شد که خارج از حساب، نتها زمینه بسیار کوچکی را می‌توان بررسی کرد.
2. نتیجه‌های ساخته شدند و وجودی محض، از جمله اصل موضوع انتخاب را بپذیریم و در نتیجه به حل مسائل بیشتر و توسعه ریاضیات بپردازیم.

برای تعیین پاسخ این سؤال ابتدا باید به این پرسش پاسخ داد که:
1. آیا اصل موضوع انتخاب مستقل از سایر اصول موضوع نظریه مجموعه‌ها است یا به‌وسیله آن‌ها قابل اثبات است؟
2. آیا این اصل با سایر اصول موضوع نظریه مجموعه‌ها که از قبل وجود داشته‌اند سازگار است؟

همانند فرضیه پیوستار، ریاضیدانان برای یاقتن پاسخ این سؤال کوشش‌های فراوانی کردند. چندین سال بعد در سال ۱۹۳۸، کورت گودل با اثبات اینکه اصل موضوع انتخاب با دیگر اصول موضوع نظریه مجموعه‌ها سازگار است به سؤال دوم پاسخ مثبت داد. یعنی نشان داد افزودن اصل موضوع انتخاب به دیگر اصول موضوع نظریه مجموعه‌ها هیچ تناقضی ایجاد نمی‌کند.
کشف گودل به جامعه ریاضی و ریاضیدانانی که از این اصل استفاده می‌کردند اطمینان زیادی بخشید. اما سؤال اول همچنان بی‌پاسخ باقی‌ماند. بالاخره در سال ۱۹۶۳، ریاضیدانی به نام پل کوهن، به سؤال اول پاسخ گفت. او ثابت کرد که اصل موضوع انتخاب در حقیقت مستقل از سایر اصول موضوع نظریه مجموعه‌ها است. یعنی نمی‌توان آن را به عنوان یک قضیه به‌وسیله سایر اصول موضوع نظریه مجموعه‌ها اثبات کرد.
از این حیث، وضعیت اصل موضوع انتخاب همانند اصل توازی اقلیدس است. می‌توان آن را درست در نظر گرفت یا آن را رد کرد و در هر صورت دستگاهی سازگار از اصول موضوع را خواهیم داشت.